# Astrid Njalsdotter
Astrid Njalsdotter (nebo také Nialsdotter) ze Skjalgaättenu (také Aestrith) († 1060) byla manželka švédského krále Emunda Gammala a švédská královna.

## Život

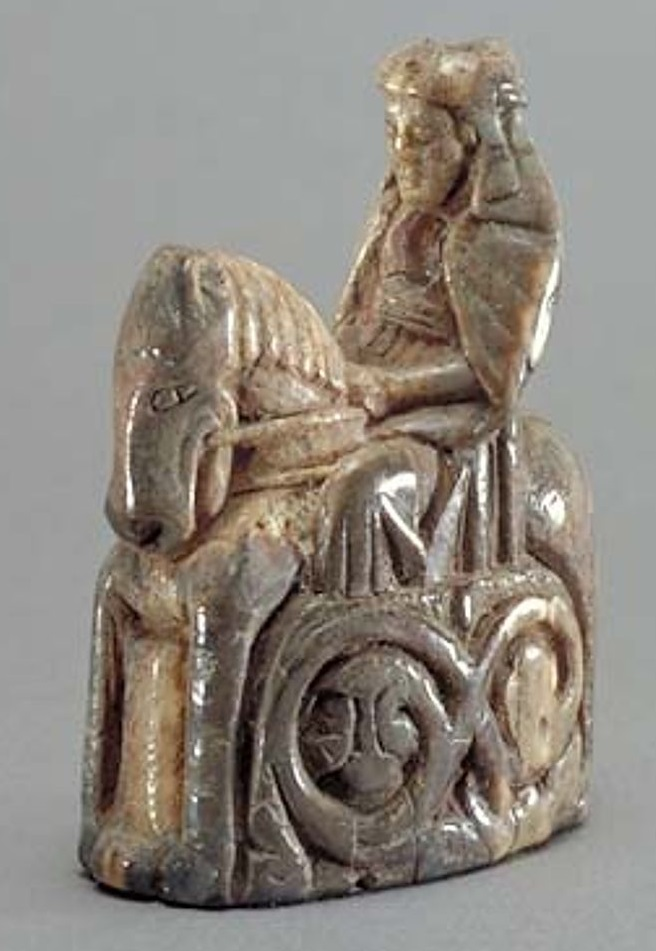
Dobové švédské vyobrazení královny jako šachové figurky.

Astrid byla dcerou norského šlechtice Niala Finnssona († 1011) a Gunhildy Halvdansdotter. Okolo roku 1035 se stala druhou manželkou jarla Ragnvalda Ulfssona. Po jeho smrti zřejmě v roce 1040 se provdala za švédského prince Emunda. Ten se v roce 1050 stal králem a Astrid královnou. V tomto manželství se jí narodili dva synové, z nichž oba zemřeli dříve než jejich otec, a dcery známé z legend jako Ingamoder.
Protože Ragnvald Ulfsson je někdy označován za otce pozdějšího švédského krále Stenkila, Astrid byla někdy považována za jeho matku. Byla však nanejvýš jeho nevlastní matkou. Okolo roku 1058 se za Stenkila provdala její a Emundova dcera. Pokud královna Astrid bývala Stenkilovou nevlastní matkou, bylo by proti zákonům křesťanské církve, aby se její dcera vdala za jejího nevlastního syna. To byl možná důvod, proč Ingamoder není v dokumentech zmiňována jménem.
Královna Astrid nejspíš zemřela kolem roku 1060, zhruba ve stejné době jako její manžel. Po smrti Emunda se švédských králem stal Stenkil.